# Masagel
Masagel ist ein osttimoresischer Ort im Suco Saburai (Verwaltungsamt Maliana, Gemeinde Bobonaro). Er befindet sich im Zentrum der Aldeia Mabiloa, auf einer Meereshöhe von 766 m. Eine Straße führt nach Norden in das Nachbardorf Mabiloa, eine weitere nach Majolo’o. Die Straße nach Süden  verbindet Masagel mit dem Dorf Sassa im Suco Gildapil. Östlich erhebt sich der Berg Mabilwa (1656 m). Die Bäche im Westen fließen zum Fluss Malibaca hin.